# Lukas Klemenz
Lukas Klemenz (Neu-Ulm, 1995. szeptember 24. –) lengyel utánpótlás-válogatott labdarúgó, jelenleg a Budapest Honvéd játékosa.

## Pályafutása

### Klubcsapatokban
Klemenz a lengyel Odra Opole csapatában kezdett el futballozni; a lengyel élvonalban 2015 februárban mutatkozott be egy Górnik Zabrze elleni mérkőzésen. 2021 januárban a magyar élvonalbeli Budapest Honvéd szerződtette le.

### Válogatott
Többszörös lengyel utánpótlás-válogatott.